# Cymbidium iridioides
Cymbidium iridioides је врста орхидеја из рода Cymbidium и породице Orchidaceae.Ова орхидеја личи на ирис па је на енглеском језику позната као Iris-like Cymbidium Расте у Азији, на планинском ланцу Хималаји, у индијској држави Асам, Непал, Мјанмар и Вијетнам, где расте као епифита на дрвећу обраслом маховином у планинским шумама, или као литофита на стенама, на надморској висини између 1000 и 2800 метара.